# Essien Udim
Pour les articles homonymes, voir Essien.
Essien Udim (en Yoruba Agbègbè Ìjọba Ìbílẹ̀ Essien Udim), est une ville et une zone de gouvernement local de l'État d'Akwa Ibom au Nigeria.

## Source
- (en) Cet article est partiellement ou en totalité issu de l’article de Wikipédia en anglais intitulé « Essien Udim » (voir la liste des auteurs).